# Untenfürkelt
Untenfürkelt ist eine Hofschaft in der bergischen Großstadt Solingen. 

## Lage und Beschreibung
Untenfürkelt befindet sich im Stadtbezirk Burg/Höhscheid zwischen den beiden Solinger Stadtteilen Höhscheid und Widdert. Der Ort liegt abgeschieden und von landwirtschaftlichen Flächen umgeben am südlichen Talhang des Weinsberger Baches. Am nördlichenTalhang befindet sich der evangelische Friedhof Regerstraße und der Kernbereich Höhscheids rund um den Peter-Höfer-Platz. Die Bebauung in Untenfürkelt liegt verstreut vom Ufer des Weinsberger Baches bis auf eine Höhe von rund 180 Metern entlang der nach dem Ort benannten Straße Untenfürkelt, die ihn nach Süden mit Widdert verbindet. Entlang der Straße befinden sich mehrere historische Fachwerkhäuser, von denen einzelne heute unter Denkmalschutz stehen.
Benachbarte Orte sind bzw. waren (von Nord nach West): Hingenberg, Weinsberg, Pereskotten, Bechershäuschen, Mittel- und Obenfürkelt, Obenwiddert, Heide, Kulle, Johänntgesbruch und Mittelhöhscheid.

## Etymologie
Der Ortsname Fürkelt hat den gleichen Ursprung wie der Gräfrather Ortsname Fürkeltrath (Vurkelroide, Vorkelraide).
Das Bestimmungswort Fürk steht laut Brangs für den Föhrenbaum (= die Kiefer). Das Suffix -rath deutet auf eine Rodung hin. Demzufolge handelt es sich bei Fürkeltrath um die Rodung der Kiefern, die nötig war, um den Ort zu besiedeln. Laut Dittmaier geht das Bestimmungswort auf den Personennamen Fulkilo (mit Dissimilation des ersten l in r) zurück.

## Geschichte
Fürkelt ist seit dem 15. Jahrhundert nachweisbar, er wird erstmals 1487 als Vurkelroide, Vorkelraide erwähnt.:1 Er erscheint auch im Zehntverzeichnis der Abtei Altenberg von 1488. Im Jahre 1661 wird ein Johann Olig zu Fürrik erwähnt. In dem Kartenwerk Topographia Ducatus Montani von Erich Philipp Ploennies, Blatt Amt Solingen, aus dem Jahre 1715 ist der Ort mit zwei Hofstellen verzeichnet und als Furckelt benannt. Das heutige Untenfürkelt dürfte dabei der älteste und größte der zwei, später drei Höfe gewesen sein. Der Ort wurde in den Registern der Honschaft Höhscheid innerhalb des Amtes Solingen geführt. Die Topographische Aufnahme der Rheinlande von 1824 verzeichnet alle drei Orte als Fürkelt benannt, die Preußische Uraufnahme von 1844 verzeichnet den heutigen Ort Untenfürkelt abgekürzt als Unt. Fürkelt. In der Topographischen Karte des Regierungsbezirks Düsseldorf von 1871 ist der Ort lediglich als Fürkelt verzeichnet.
Nach Gründung der Mairien und späteren Bürgermeistereien Anfang des 19. Jahrhunderts gehörte der Ort zur Bürgermeisterei Höhscheid, die 1856 das Stadtrecht erhielt und lag dort in der Flur IV. Widdert. Mit der Städtevereinigung zu Groß-Solingen im Jahre 1929 wurde Untenfürkelt schließlich ein Ortsteil Solingens.
Bedingt durch seine abgeschiedene Lage behielt der Ort bis heute seinen Hofschaftscharakter bei, auch sind im Ort noch mehrere historische Fachwerkhäuser erhalten. Seit dem Jahre 1984 stehen davon die Gebäude Untenfürkelt 2, 3, 4 und 12 in die Solinger Denkmalliste eingetragen, darunter auch das abgebildete Gebäude mit seiner historisch wertvollen Klöntür.

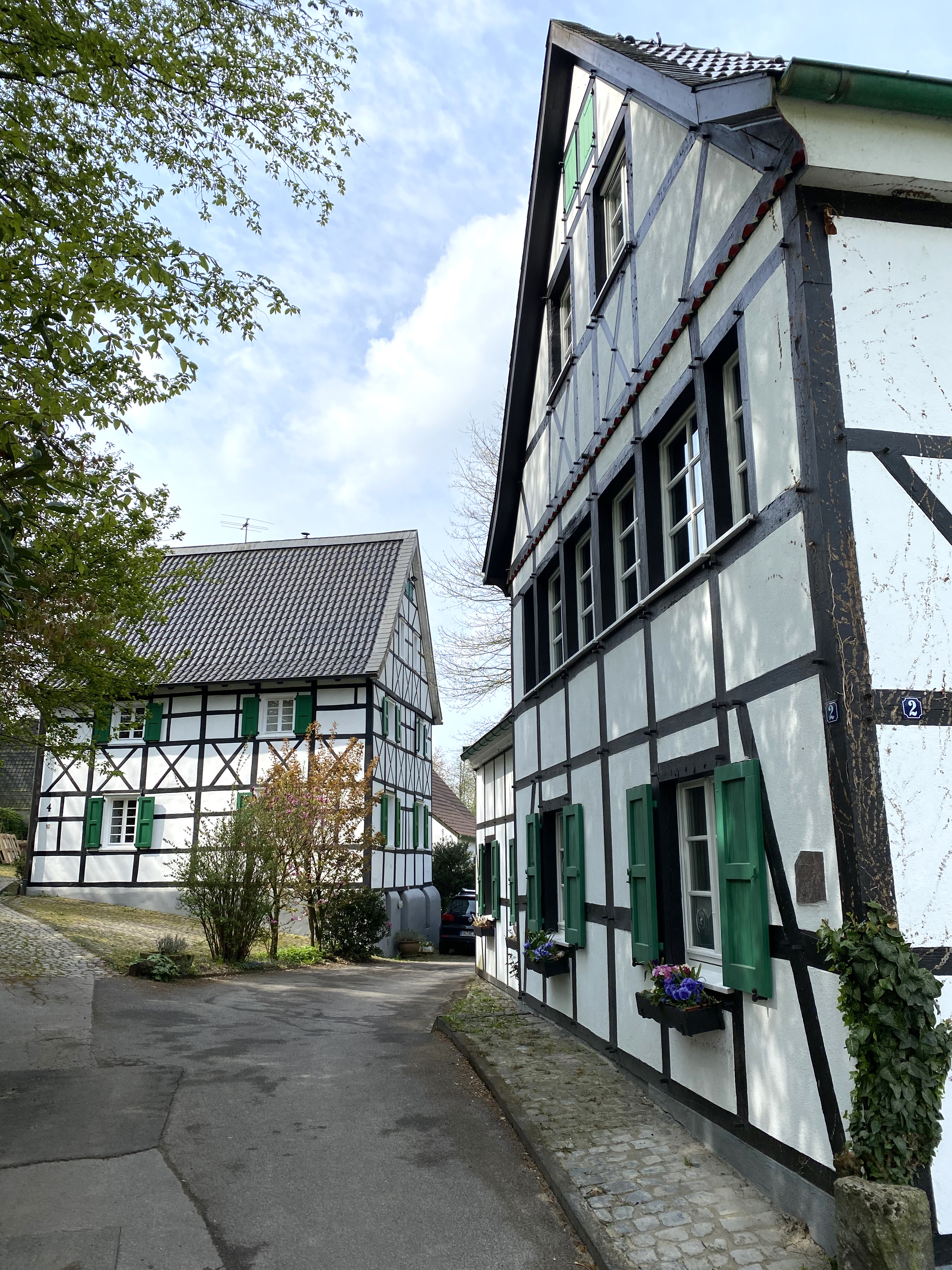
Untenfürkelt 2, 3 und 4
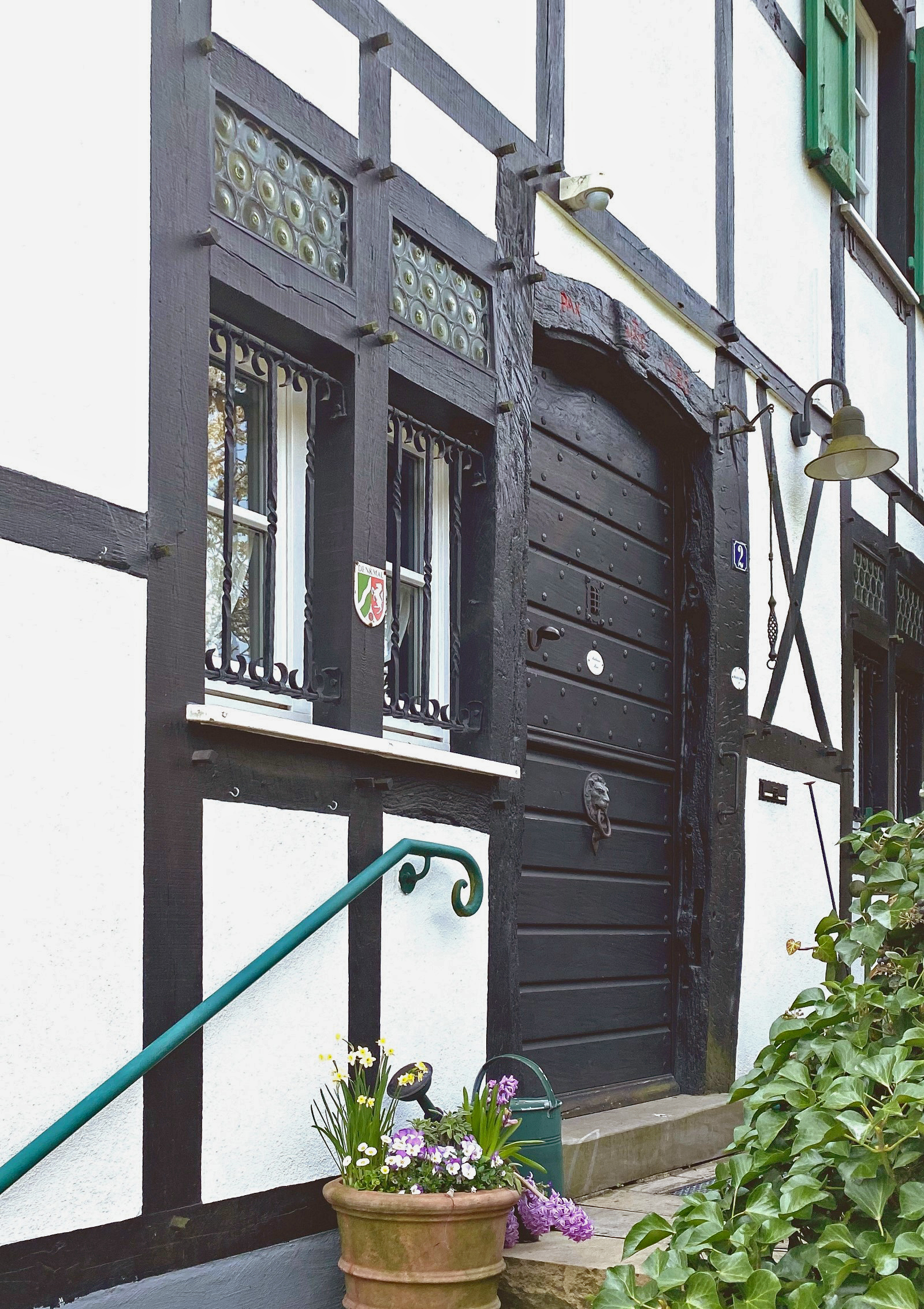
Untenfürkelt 2, Klöntür
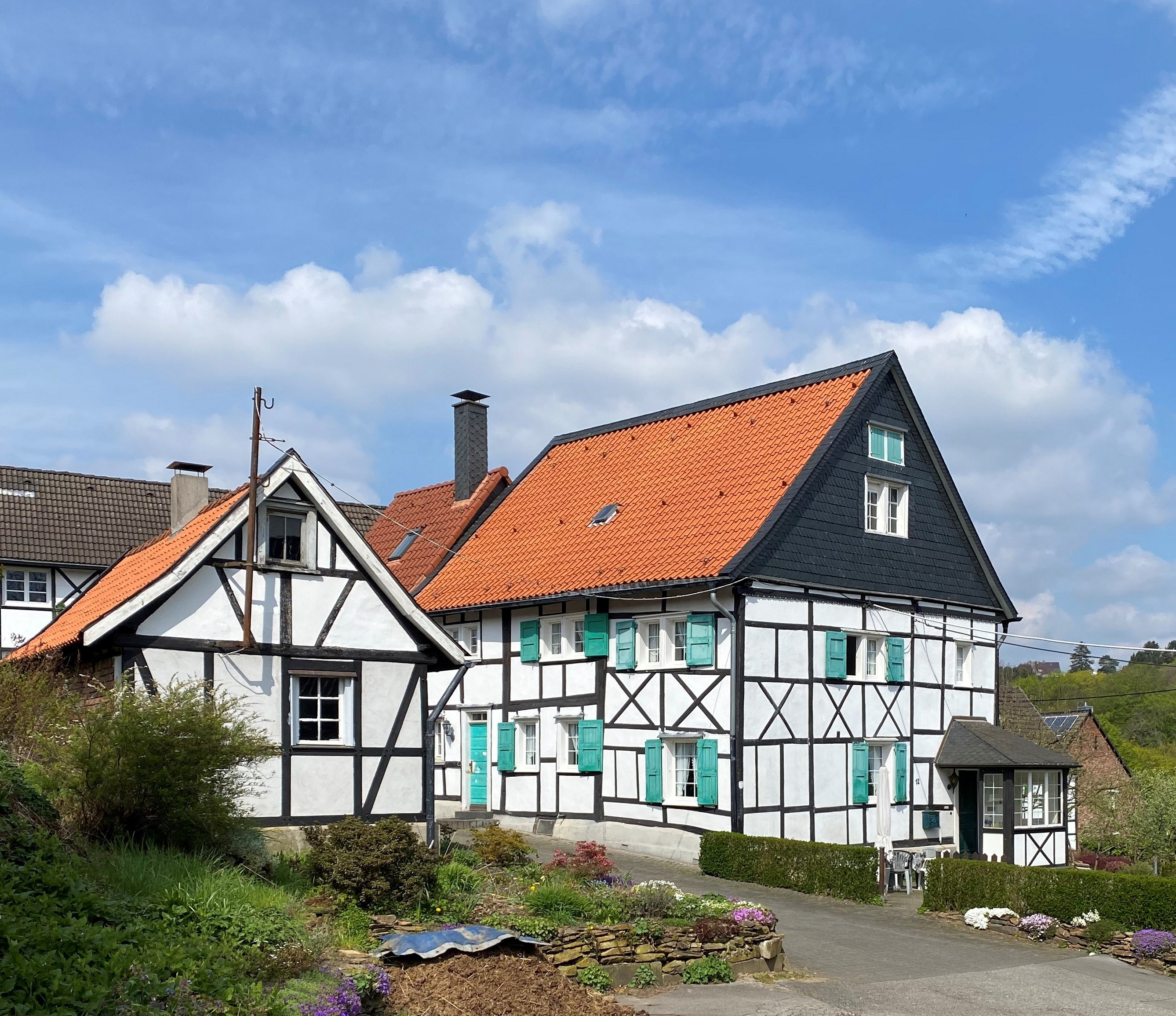
Untenfürkelt 12